# Carolina Källestål
Anna Carolina Källestål,  född 15 augusti 1973 i Selångers församling, är en svensk journalist och TV-chef.

## Biografi
Källestål har en bakgrund som nyhetsreporter på TV4-nyheterna, med inriktning inrikes- och utrikesrapportering samt dokumentär produktion. Vidare arbetade hon under perioden 2004–2012 bland annat redaktionschef inom TV4-gruppen. Hon var också projektansvarig för innehåll i TV4:s innovationssatsning OOH-tv för ökad spridning av nyheter från TV4 på andra plattformar.
När TV4:s publicistiska verksamhet 2012 flyttades till ett eget bolag, Nyhetsbolaget, fick Källestål rollen som programchef för lokala nyheter och var då även del i bolagets företagsledning. När TV4 lade ner sina lokala redaktioner 2014 ansvarade Källestål för  konsekvenserna av nedläggningen.  
År 2014 anställdes hon av Sveriges Television som nyhetschef på Nyhetsdivisionen, med ansvar för södra Sverige. Hon var en av fem nyhetschefer som prisades med Prix Egalia för satsningen #ettsverige, som 2016 var Sveriges största journalistiska crowdsourcing-projekt.  
I februari 2018 anställdes Källestål som allmän-TV-chef för SVT Göteborg, SVT Malmö och SVT Umeå. Hon ansvarade då för alla de tre tv-husen och SVT:s programverksamhet utanför Stockholm.  Programgruppen vann fyra Kristallen-priser under 2019. Under perioden 2018–2022 var också Källestål ledamot i Media Evolutions styrelse. 
Under perioden 2019–2024 var Källestål biträdande divisionschef på Programdivisionen, och var en del av SVT:s företagsledning. Under 2021–2022 var hon adjungerad till SVT:s företagsledning med ansvar för bolagets coronasamordning och att driva arbetet med SVT:s postpandemi-strategi Ditt nya arbetsliv. 
Carolina Källestål sitter sedan 2025 som ledamot i Film i Skånes styrelse. 